# Most Rialto
Most Rialto, italsky Ponte di Rialto, je jedním ze čtyř benátských mostů (most Akademie, Ponte degli Scalzi, most Ústavy), které vedou přes Canal Grande.

## Historie

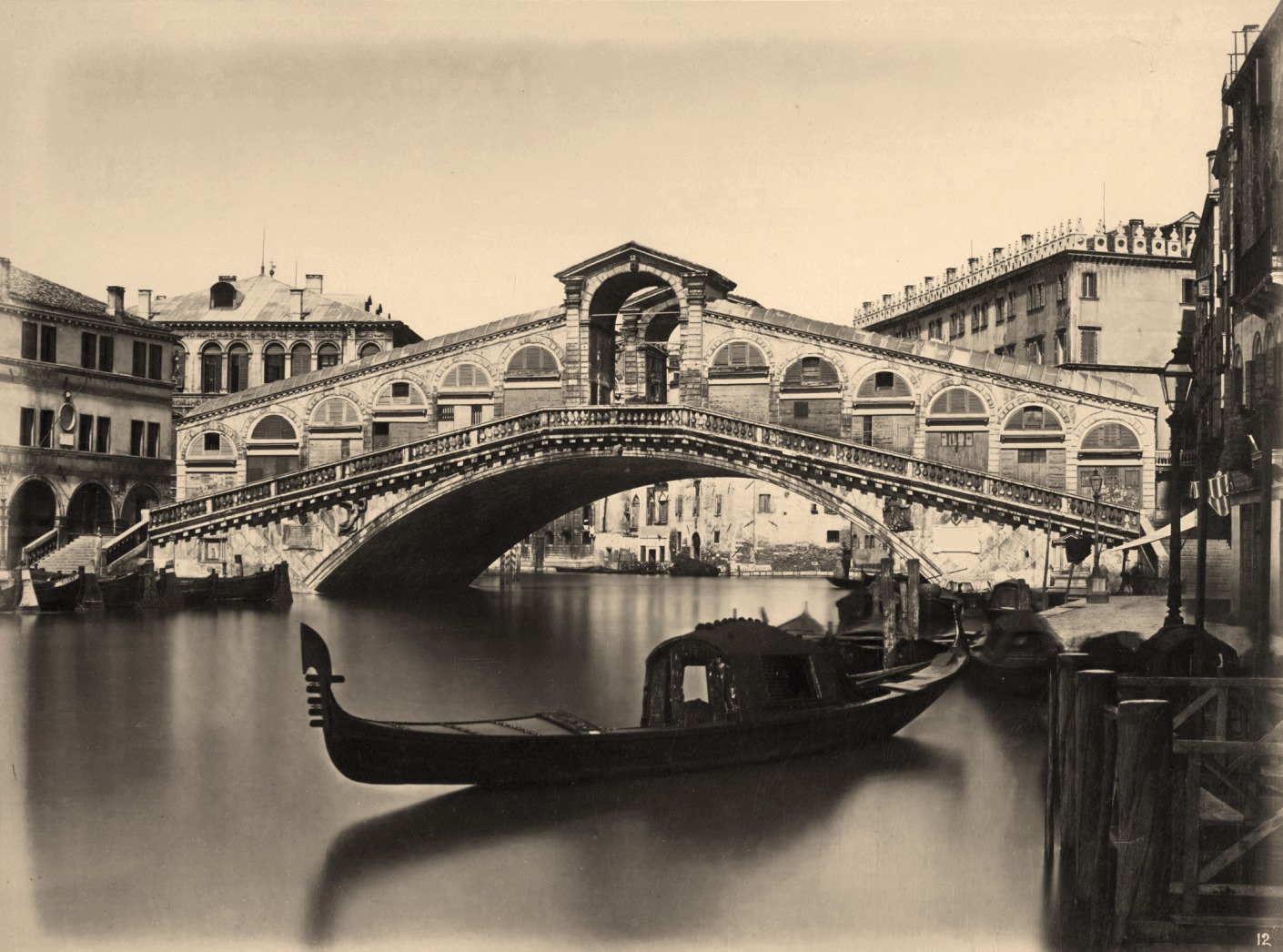
Carlo Naya: Ponte di Rialto, 1875

Poprvé bylo možné překročit Canal Grande suchou nohou přes pontonový most, který postavil roku 1181 stavitel Nicolò Barattieri. Most byl znám pod názvem Ponte della Moneta, pravděpodobně proto, že v blízkosti stála mincovna. Vzhledem k tomu, že díky blízkému trhu, zvaném Rialto, tento most brzy nestačil, byl roku 1255 nahrazen mostem dřevěným. Stavba byla založena na dvou šikmých rampách a pohyblivém středu, který umožnil průplav vyšším lodím. Nakonec došlo ke spojení s přilehlým trhem a most podle něj dostal své dnešní jméno. 

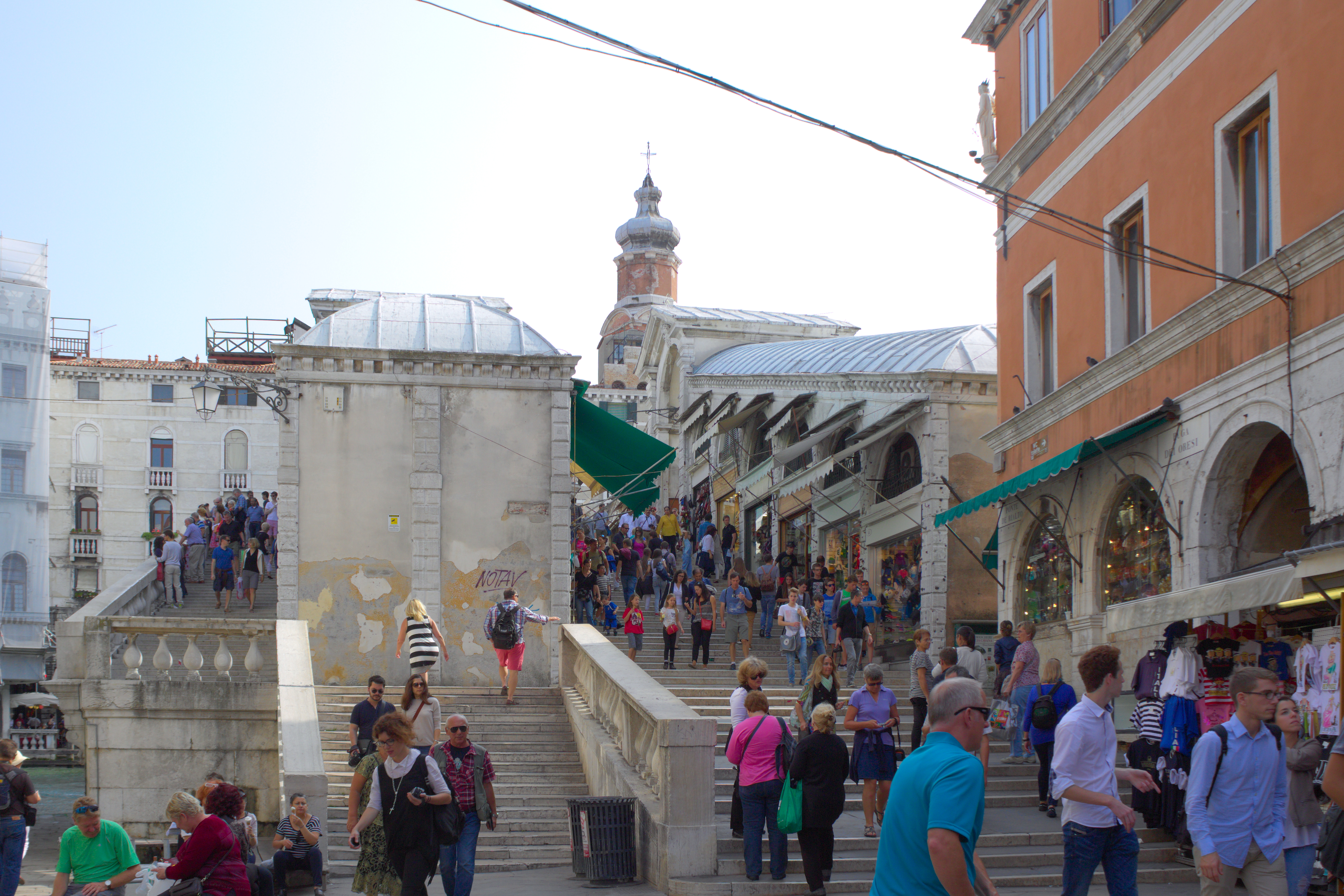
Schody a obchůdky na mostě

Během první poloviny 15. století vznikly dvě řady obchodů po stranách mostu. Roku 1310, při vzpouře vedené Bejamonte Tiepolem, byl částečně spálen. Roku 1444 nevydržel nápor lidí sledujících průvod lodi a zřítil se. Myšlenka na stavbu mostu kamenného byla poprvé vznesena roku 1503. 
Současný most, jak ho známe dnes, navrhl Antonio da Ponte a byl dokončen v roce 1591.

## Zajímavost
V roce 2017 byla ve hře Counter-strike: Global Offensive přidána mapa Rialto, inspirována tímto mostem a jeho okolím.
Most se objevuje ve filmu Spider-Man: Daleko od domova (2019).